# Lijst van afleveringen van Medium
Dit is een lijst met afleveringen van de Amerikaanse televisieserie Medium. De serie telt zeven seizoenen. Een overzicht van alle 130 afleveringen is hieronder te vinden:

## Seizoen 1 (2005)
| Afl. | Titel aflevering | Uitzenddatum VS  |
| ---- | --- | ---------------- |
| 1    | Pilot | 3 januari 2005   |
| 1    | Allison Dubois (Patricia Arquette) werkt als stagiaire op het bureau van Officier van Justitie (D.A.) Manuel Devalos (Miguel Sandoval) in de staat Arizona. Naast het zorgen voor haar drie dochters volgt ze een studie rechten om advocaat te worden. Allison is al haar hele leven paranormaal begaafd. Ze kan spreken met overleden personen en krijgt steeds vaker beelden van gebeurtenissen door in haar dromen en gedachten. Haar man, ruimtevaartingenieur Joe Dubios (Jake Weber), adviseert haar om de informatie uit haar dromen op te sturen naar de politie. Ze krijgt direct bericht van Captain Push van de Texas Rangers. De informatie die Allison heeft doorgestuurd over de mogelijk moord van een 17-jarige verdachte op een 6-jarige jongen is nooit openbaar gemaakt. Mogelijk kan Allison het lichaam van de jongen vinden voordat de verdachte moet worden vrijgelaten. |                  |
| 1    | Gastrollen, oa.: Matt Barr, Tina DiJoseph, April Grace, Margo Martindale, Bruce Nozick, Frank Wood. |                  |
| 2    | Suspicions And Certainties | 10 januari 2005  |
| 2    | Allison is gestopt met haar studie rechten. Op afroep wordt ze door D.A. Devalos bij een nieuwe zaak gevraagd. Een man wurgt vrouwen en houdt hun lichamen vervolgens nog weken bij zich. Toevallig is dit de man waarover Allison droomt. Tijdens de rechtszaak wordt het geding nietig verklaard, omdat de jury geen unanieme uitspraak kan doen. Devalos vraagt Allison om nieuwe juryleden te kiezen op basis van honderden dossiers, zodat de dader nu wel veroordeeld kan worden. |                  |
| 2    | Gastrollen, oa.: Bruce Gray, Aisha Hinds, Wallace Langham, Romy Rosemont. |                  |
| 3    | A Couple Of Choices | 17 januari 2005  |
| 3    | Allison droomt van een man die zijn vrouw doodschiet, terwijl ze 's nachts voor de televisie in slaap is gevallen. Devalos stelt haar de volgende dag voor aan Detective Lee Scanlon (David Cubitt). Hij onderzoekt al twee jaar pasgetrouwde stellen die omkomen na een moord-zelfmoordgeval. Tussen Allison en Scanlon botert het niet, ondanks dat zij de enige is die Scanlon gelooft in de theorie dat er bij alle koppels alleen sprake is van moord. |                  |
| 3    | Gastrollen, oa.: Silas Weir Mitchell. |                  |
| 4    | Night Of The Wolf | 24 januari 2005  |
| 4    | Na het voorlezen van Roodkapje aan haar dochters, droomt Allison dat ze als Roodkapje wordt achtervolgd door een wolf in een verlaten vliegveld. Allison wordt door Devalos in een kantoor geplaatst met een portrettekenaar. De uiterlijke kenmerken die een slachtoffer doorgeeft, lijken niet overeen te komen met de beelden die Allison doorkrijgt. Ondertussen geeft de leerkracht van Bridgette aan dat ze geen vrienden op school heeft. Bridgette geeft echter aan dat ze wel een vriendje heeft. |                  |
| 4    | Gastrollen, oa.: Brent Jennings. |                  |
| 5    | In Sickness And Adulter | 31 januari 2005  |
| 5    | Allison droomt dat ze met een vermoorde politieagent in zijn grafkist ligt. De man blijkt het pistool waarmee hij vermoord is bij zich te hebben en geeft 'Australië' door. Als Allison wakker wordt blijkt Devalos inderdaad op zoek naar het moordwapen om de verdachte van de moord te berechten. Ondertussen moet Joe een biopsie ondergaan vanwege een verdacht uitziende moedervlek en maakt Allison zich zorgen. Niet alleen over de moedervlek, maar over haar hele huwelijk. |                  |
| 5    | Gastrollen, oa.: Margo Martindale, Conor O'Farrell. |                  |
| 6    | Coming Soon | 7 februari 2005  |
| 6    | Een ogenschijnlijk goedaardige man geeft Devalos vrijwillig informatie over een inbraak en is bereid om daarover te getuigen in de rechtbank. Als Allison de man ontmoet, krijgt ze beelden door waarin hij jonge meisjes ontvoert, verkracht en vermoordt. Echter is hier nog geen bewijs van, waardoor Allison haar eigen onderzoek start. Joe vraagt zich af of het vastbijten in deze man niet komt omdat Allison misschien weer zwanger is. |                  |
| 6    | Gastrollen, oa.: Reed Diamond, Camryn Grimes, Khrystyne Haje. |                  |
| 7    | Jump Start | 14 februari 2005 |
| 7    | Allison droomt dat een jonge vrouw van een klif afspringt. De vader van de partner van de vrouw is advocaat Larry Watt (Conor O'Farrell), die Allison een paar weken eerder als getuige opriep in de rechtbank. Daarnaast krijgt Allison een visioen dat de directe collega van Joe een hartstilstand zal krijgen. |                  |
| 7    | Gastrollen, oa.: Thomas Ian Nicholas, Conor O'Farrell, Joey Slotnick. |                  |
| 8    | Lucky | 21 februari 2005 |
| 8    | Allison droomt over haar halfbroer die als militair in Afghanistan dient. Hij zal een aanslag op zijn leven niet overleven. Een dag later staat hij als verrassing ineens voor haar deur met zijn compagnon. Ondertussen vraagt Devalos aan Allison of zij langs wil gaan bij een afgebrand huis. |                  |
| 8    | Gastrollen, oa.: Ryan Hurst. |                  |
| 9    | Coded | 28 februari 2005 |
| 9    | Ariel droomt over een meisje dat opgesloten zit in een kasteel en bewaakt wordt door een oger. Allison en Joe roepen de hulp in van Devalos en Detective Scanlon. |                  |
| 9    | Gastrollen, oa.: Don Harvey, Jennette McCurdy. |                  |
| 10   | The Other Side Of The Tracks | 14 maart 2005    |
| 10   | Allisons droomt constant over twee jonge jongens die door een trein van elkaar gescheiden worden, wanneer de een over het spoor rent en de ander niet. Haar slaapproblemen leiden haar naar een professor, wiens expertise de communicatie met het hiernamaals is. Ondertussen vraagt Devalos Allison om hulp bij een 14-jarige jongen die een moord zou hebben gepleegd. |                  |
| 10   | Gastrollen, oa.: Jonathan Chase, Tina DiJoseph, Zach Grenier, Michael Mantell. |                  |
| 11   | I Married A Mind Reader | 21 maart 2005    |
| 11   | Allison is flink verkouden en moet medicijnen nemen. Hier krijgt ze vreemdere en sterkere dromen van. Tijdens het uitzieken ziet ze op televisie herhalingen van haar favoriete programma van vroeger: 'I Married A Mind Reader'. Als ze in slaap valt, komt ze op de set van de show uit de jaren '60 terecht. Dit leidt haar tot de moord op de hoofdactrice van de show waarvoor haar man, en tevens tegenspeler in de serie, mogelijk onterecht voor is veroordeeld. |                  |
| 11   | Gastrollen, oa.: Paul Blackthorne, Frances Fisher, Wallace Langham. |                  |
| 12   | A Priest, A Doctor And A Medium Walk Into An Execution Chamber | 28 maart 2005    |
| 12   | Allison gaat op aanraden van Devalos mee naar een executie van een ter dood veroordeelde gevangene. Een halve dag later wordt de vriendin van de man vermoord, maar op een foto lijkt de geest van de man te zien. Allison wordt ingeschakeld, maar heeft haar hoofd ook bij Ariel die verliefd is op haar klasgenoot. |                  |
| 12   | Gastrollen, oa.: Tina DiJoseph, Conor O'Farrell. |                  |
| 13   | Being Mrs. O'Leary's Cow | 25 april 2005    |
| 13   | Allison heeft nachtmerries dat een vliegtuig neerstort. Echter kan een deskundige piloot alle passagiers redden. Deze man is echter mogelijk betrokken bij de verdwijning van zijn vrouw. Allison moet een belangrijke keuze maken. Ondertussen is Joe niet blij dat Bridget een helm op wil doen op de dag van de schoolfoto. |                  |
| 13   | Gastrollen, oa.: Rob Benedict, Chad Lowe, Fay Masterson. |                  |
| 14   | In The Rough | 2 mei 2005       |
| 14   | Allison droomt over een man die een jong meisje begraaft. Deze man zit al in de gevangenis voor een andere zaak, maar lijkt voor die zaak onschuldig te zijn. Detective Scanlon lijkt hierin een belangrijke rol te spelen. Ondertussen komt de moeder van Joe een week op bezoek. Zijn overleden vader zoekt contact met Allison over een beslissing die Joe's moeder moet maken. |                  |
| 14   | Gastrollen, oa.: Kathy Baker, Tina DiJoseph, Bruce Gray, Dean Norris, Evan Parke. |                  |
| 15   | Penny For Your Thoughts | 9 mei 2005       |
| 15   | Allison droomt over een dokter die een tienermeisje op gruwelijke wijze vermoord, met een andere man die ook in de kamer aanwezig is. De dokter zit voor de moord in een psychiatrische inrichting, maar de identiteit van het meisje en de aanwezigheid van de man blijken niet te kloppen met wat er echt gebeurd is. |                  |
| 15   | Gastrollen, oa.: Cas Anvar, Brent Jennings, Robert Joy, Andy Milder, Sumalee Montano, Kay Panabaker, Mark Sheppard. |                  |
| 16   | When Push Comes To Shove: Part 1 | 23 mei 2005      |
| 16   | Een seriemoordenaar heeft het voorzien op roodharige jonge vrouwen. Er is nog geen verdachte in beeld. Als Allison Captain Push van de Texas Rangers in een visioen ziet, vliegt hij over naar Phoenix. Het blijkt dat dezelfde seriemoordenaar al eerder in Texas heeft toegeslagen. Echter blijft het voor Allison niet alleen bij visioenen, wat ook haar huwelijk met Joe op het spel zet. |                  |
| 16   | Gastrollen, oa.: Lyn Alicia Henderson. |                  |

## Seizoen 2 (2005-2006)
| Afl. | Serie | Titel aflevering | Uitzenddatum VS   |
| ---- | ----- | --- | ----------------- |
| 1    | 17    | When Push Comes To Shove: Part 2 | 19 september 2005 |
| 1    | 17    | Captain Push offerde zichzelf op om de seriemoordenaar te achterhalen, maar ligt al drie maanden in coma. In die tijd heeft Allison geen enkele droom meer gehad. Zodra blijkt dat er nog een potentieel doelwit in leven is, zet Allison alles op alles om haar te beschermen. |                   |
| 1    | 17    | Gastrollen, oa.: Daniel Bess, Tina DiJoseph, Johnny Pacar, Lawrence Pressman. |                   |
| 2    | 18    | The Song Remains The Same | 26 september 2005 |
| 2    | 18    | Allison wordt wakker met het nummer 'I Will Survive' van Gloria Gaynor en hoort bijna niks anders. De arts die haar kan helpen, blijkt niet aanwezig. Echter vindt Allison, dankzij het liedje, de mp3-speler van een studente die al meer dan 24 uur vermist is. Ondertussen gaat Joe's zus trouwen en gaat op aandringen van Allison het hele gezin binnenkort naar haar toe vliegen. Echter droomt ze sindsdien van een gruwelijk vliegtuigongeluk. |                   |
| 2    | 18    | Gastrollen, oa.: David Barrera, Carlos Lacamara. |                   |
| 3    | 19    | Time Out Of Mind | 3 oktober 2005    |
| 3    | 19    | Allison droomt meerdere malen over een vrouw in een psychiatrische kliniek die beweert dat zij Allison Dubois heet. Ondertussen bezoekt de echte Allison met Devalos een man die beweert dat hij een moord heeft gepleegd, omdat hij een dissociatieve identiteitsstoornis heeft. |                   |
| 3    | 19    | Gastrollen, oa.: Sam Anderson, Natasha Gregson Wagner, Rami Malek, Barbara Tarbuck. |                   |
| 4    | 20    | Light Sleeper | 10 oktober 2005   |
| 4    | 20    | Joe schrikt als hij midden in de nacht een slaapwandelende Allison van de snelweg moet afhalen. Ze schreeuwt in de rondte dat ze geld nodig heeft. Ondertussen zijn een steenrijke man en zijn jonge zoon vermist en wil de 12-jarige Ariel zelfstandig van school naar huis lopen met haar vriendin. |                   |
| 4    | 20    | Gastrollen, oa.: Alicia Coppola, Tina DiJoseph, James Frain. |                   |
| 5    | 21    | Sweet Dreams | 17 oktober 2005   |
| 5    | 21    | Allison heeft flashbacks naar haar tijd op de middelbare school. Destijds zag ze een geest van een oude man, die zei dat haar beste vriendin Lyla niet van school mag gaan om een model te worden. Echter vertrok Lyla alsnog, sindsdien heeft Allison geen contact meer met haar gehad. Ondertussen is de dochter van de burgemeester vermist. Hij is een goede vriend van Devalos en vraagt om discretie. De taak voor Allison om deze zaak te combineren met haar dromen over de Loma Prieta-aardbeving van 1989. |                   |
| 5    | 21    | Gastrollen, oa.: John Getz, Sarah Hagan, Aleksa Palladino, Emma Stone. |                   |
| 6    | 22    | Dead Aim | 24 oktober 2005   |
| 6    | 22    | Allison droomt over een schietpartij op het kantoor van Devalos, waarbij hij en andere collega's worden neergeschoten. Ondertussen ondersteunt Allison de DA bij een rechtszaak, waarbij hij een jonge moordenaar probeert te veroordelen. Echter lijkt advocaat Watt de zaak naar zich toe te trekken dankzij een medium dat hem bijstaat. Joe neemt ondertussen Bridgette mee naar zijn werk. Zij tekent een raket en zegt dat haar vader dit aan het maken is. Dit tot afgrijzen van Joe, die van niets afweet. |                   |
| 6    | 22    | Gastrollen, oa.: Hari Dhillon, Tina DiJoseph, Harry Groener, Conor O'Farrell, Eric Pierpoint. |                   |
| 7    | 23    | Judge, Jury And Executioner | 7 november 2005   |
| 7    | 23    | Joe wordt opgeroepen voor zijn juryplicht in de zaak van een man die wordt beschuldigd van de moord op zijn rijke vrouw. Allison heeft dromen over de man, maar Devalos beveelt haar niet aan de zaak te werken vanwege een belangenconflict. |                   |
| 7    | 23    | Gastrollen, oa.: Ronny Cox, Kamala Lopez, Octavia Spencer, Bellamy Young. |                   |
| 8    | 24    | Too Close To Call | 14 november 2005  |
| 8    | 24    | Allison heeft visioenen die de kansen van Devalos op herverkiezing als District Attorney in gevaar kunnen brengen. Devalos wil niet dat Allison zich hierin gaat mengen. Ondertussen komt Joe een ex-vriendin van de universiteit tegen, waar Allison niet blij mee is. |                   |
| 8    | 24    | Gastrollen, oa.: Brian Kerwin, Perrey Reeves. |                   |
| 9    | 25    | Still Life | 21 november 2005  |
| 9    | 25    | Allison wordt naar de kunstgalerie van een populaire kunstenaar geleid. Bij het bekijken van enkele van zijn schilderijen komen driedimensionale beelden naar voren, die haar doen geloven dat de kunstenaar betrokken is bij een moord. Ondertussen krijgt Joe een aanbieding van zijn baas om een nieuw bedrijf te beginnen. Joe's vader verschijnt echter meerdere malen bij Allison dat hij dit aanbod niet moet aannemen. |                   |
| 9    | 25    | Gastrollen, oa.: Kevin Alejandro, Michael Cavanaugh, Tina DiJoseph, Bruce Gray, Harry Groener, John Shea. |                   |
| 10   | 26    | The Reckoning | 28 november 2005  |
| 10   | 26    | Allison droomt dat ze een meisje aanrijdt. Ook droomt ze over een vrouw die in een huis woont waar een geest haar het leven zuur lijkt te maken. Ondertussen heeft Ariel vriendinnen over de vloer, van wie ze de toekomst kan voorspellen. Als ze de toekomst van haar nieuwe vriendin Celeste ziet, schrikt ze. |                   |
| 10   | 26    | Gastrollen, oa.: Paige Hurd, Lawrence Monoson. |                   |
| 11   | 27    | Method To His Madness | 2 januari 2006    |
| 11   | 27    | Allison droomt dat ze de seriemoordenaar is die al een maand slachtoffers verminkt in Arizona. Deze man begint langzamerhand het hoofd van Allison over te nemen, tot bezorgdheid van Joe. |                   |
| 11   | 27    | Gastrollen, oa.: Elizabeth Hendrickson. |                   |
| 12   | 28    | Doctor's Orders | 9 januari 2006    |
| 12   | 28    | Allison zit in de gevangenis en droomt weer over de seriemoordenaar van vorig jaar (afl. 'Penny For Your Thoughts'). Flashbacks van de afgelopen dagen zorgen voor antwoorden. Dat Ariel mee uit wordt gevraagd, maar niet mag van Joe, lijkt de sleutel te zijn. |                   |
| 12   | 28    | Gastrollen, oa.: James Eckhouse, Reiley McClendon, Mark Sheppard. |                   |
| 13   | 29    | Raising Cain | 23 januari 2006   |
| 13   | 29    | Detective Scanlon vraagt de hulp van Allison bij de verdwijning van een kind. Allison droomt over een buitenstaander die op zijn school mensen neerschiet. Ondertussen kan Marie uit haar babybedje klimmen, waardoor de kamerindeling bij de meisjes ter discussie staat. |                   |
| 13   | 29    | Gastrollen, oa.: Joseph Buttler, Katy Selverstone. |                   |
| 14   | 30    | A Changed Man | 6 februari 2006   |
| 14   | 30    | Allison valt in huis en is vergeetachtig. Wanneer zij wacht op haar MRI-scan krijgt ze beelden door. De man die ze zojuist in de kliniek heeft ontmoet, heeft mogelijk meerdere prostituees vermoord. |                   |
| 14   | 30    | Gastrollen, oa.: Jaime Ray Newman. |                   |
| 15   | 31    | Sweet Child O' Mine | 27 februari 2006  |
| 15   | 31    | Allison droomt over haar zoon, de jongen die 15 jaar eerder overleed bij haar miskraam. Overdag ziet ze precies dezelfde jongen, waar ze flinke moedergevoelens bij heeft. Hij blijkt mogelijk een rol te spelen bij de moord op een winkeleigenaar. Ondertussen vindt Bridgette een hond en wil ze deze houden, tot ergernis van Joe. |                   |
| 15   | 31    | Gastrollen, oa.: Tina DiJoseph, Noel Fisher, Gina Hecht. |                   |
| 16   | 32    | Allison Wonderland | 6 maart 2006      |
| 16   | 32    | Allison droomt over David Carradine, die als agent van een flatgebouw wordt gegooid. Devalos vraagt haar te helpen naar het zoeken van een vermiste man met een psychotisch verleden. Ondertussen lijkt Bridgette contact te hebben met de overleden schrijfster van haar favoriete boekenserie. |                   |
| 16   | 32    | Gastrollen, oa.: David Carradine, Rebecca Gayheart, Fredric Lehne. |                   |
| 17   | 33    | Lucky in Love | 13 maart 2006     |
| 17   | 33    | Allison droomt over een bankoverval, waarbij haar broer betrokken is. De bankoverval blijkt daadwerkelijk te zijn gepleegd. Als blijkt dat haar broer niet in Californië maar in Phoenix is, maakt Allison zich zorgen. |                   |
| 17   | 33    | Gastrollen, oa.: Ryan Hurst, Rachel Miner. |                   |
| 18   | 34    | S.O.S. | 17 april 2006     |
| 18   | 34    | Allison droomt over jonge vrouwen die op uiteenlopende plekken in Phoenix in nood zijn, maar niet in levensgevaar. Als blijkt dat de vrouwen vermoord zijn, is het voor Devalos en de politie een raadsel of dit toevallig is gebeurd of dat er een seriemoordenaar actief is. |                   |
| 18   | 34    | Gastrollen, oa.: Tina DiJoseph, Tania Raymonde. |                   |
| 19   | 35    | Knowing Her | 24 april 2006     |
| 19   | 35    | Allison krijgt visioenen over Detective Scanlon, waarin hij betrokken lijkt te zijn bij drugsgerelateerde moorden. Ondertussen is Ariel niet blij dat haar docent haar presentatie beter beoordeelt dan die van een klasgenoot. |                   |
| 19   | 35    | Gastrollen, oa.: Tina DiJoseph, Alejandro Patiño, Lauren Vélez, Matt Winston. |                   |
| 20   | 36    | The Darkness Is Light Enough | 1 mei 2006        |
| 20   | 36    | Allison droomt over een vrouw die niet goed kan zien, maar de aanwezigheid van een man in haar appartement voelt. Devalos vraagt Allison om mee te gaan naar de gevangenis. Een man die voor moord op zijn vriendin al 5 jaar in de cel zit, lijkt Allison te intrigeren. Als ze even later in een winkelcentrum de blinde vrouw toevallig tegenkomt, vermoedt ze dat deze personen iets met elkaar te maken hebben. Ondertussen maakt Joe lange dagen op werk uit de angst dat hij snel zal worden ontslagen. |                   |
| 20   | 36    | Gastrollen, oa.: Edoardo Ballerini, Randy Oglesby, Molly Ringwald. |                   |
| 21   | 37    | Death Takes A Policy | 8 mei 2006        |
| 21   | 37    | Devalos vraagt Allison om hulp bij een vermiste oncoloog. Allison droomt zelf over haar eigen uitvaart en maakt hieruit op dat haar dagen zijn geteld. Zeker als ze blijft dromen over de man die hiervoor verantwoordelijk lijkt te zijn. Ondertussen wil Ariel een eigen email-adres voor haar dertiende verjaardag. |                   |
| 21   | 37    | Gastrollen, oa.: Kelsey Grammer. |                   |
| 22   | 38    | Twice Upon A Time | 22 mei 2006       |
| 22   | 38    | Allison heeft een levensechte droom over haar oma. Ze gaat terug naar haar jeugd waarin ze met een vriendje buiten speelde en een brand voorkwam. In haar volgende droom is ze advocate en getrouwd met dit vriendje, wonend in een groot huis zonder kinderen. Ondertussen begint Devalos, op verzoek van Allison, een rechtszaak tegen een man die zijn partner zou hebben vermoord. Echter komt de vrouw even later de rechtszaal binnengelopen. Na deze grote fout blijkt de pers lucht te hebben gekregen van de werkwijze van Allison. Onder grote druk van de burgemeester zal Devalos de samenwerking met Allison moeten stopzetten. |                   |
| 22   | 38    | Gastrollen, oa.: Tina DiJoseph, David James Elliott, Conor O'Farrell |                   |

## Seizoen 3 (2006-2007)
| Afl. | Serie | Titel aflevering | Uitzenddatum VS  |
| ---- | ----- | --- | ---------------- |
| 1    | 39    | Four Dreams: Part 1 | 15 november 2006 |
| 1    | 39    | Alle leden van een gezin zijn vermoord. Er wordt niet gedacht aan een roofoverval, aangezien dure kunst nog aan de muur hangt. Ook ziet ze hoe een moeder en zoon van de weg worden gereden. Allison schrikt als niet alleen zij, maar ook Bridgette dezelfde dromen krijgt. Weliswaar in de vorm van een cartoon. Ondertussen heeft Scanlon een beginnende relatie met de loco-burgemeester Lynn DiNovi (Tina DiJoseph) en is de vrouw van Devalos bezorgd om zijn gezondheid. Allison krijgt daarnaast bezoek van haar oude schoolvriend, al zet deze ontmoeting haar relatie met Joe op zijn kop. |                  |
| 1    | 39    | Gastrollen, oa.: Tina DiJoseph, Roxanne Hart, Leslie Ishii, Thomas Jane, Stephen Stanton. |                  |
| 2    | 40    | Four Dreams: Part 2 | 15 november 2006 |
| 2    | 40    | Bridgette droomt, in cartoonvorm, over de moord op een echtpaar met hun pasgeboren baby. Devalos wordt wakker met ernstige zichtproblemen. Allison en detective Scanlon zijn op elkaar aangewezen als de mogelijke daders van alle moorden zelf zijn vermoord door een kunsthandelaar. DiNovi is gevraagd als kandidaat voor de raad, al zet dit haar relatie met Scanlon onder druk. |                  |
| 2    | 40    | Gastrollen, oa.: Tina DiJoseph, Roxanne Hart, Thomas Jane, Matt Malloy, Stephen Stanton. |                  |
| 3    | 41    | "Be Kind, Rewind" | 22 november 2006 |
| 4    | 42    | "Blood Relation" | 29 november 2006 |
| 5    | 43    | "Ghost in the Machine" | 6 december 2006  |
| 6    | 44    | "Profiles in Terror" | 13 december 2006 |
| 7    | 45    | "Mother's Little Helper" | 3 januari 2007   |
| 8    | 46    | "The Whole Truth" | 17 januari 2007  |
| 9    | 47    | "Better Off Dead" | 24 januari 2007  |
| 10   | 48    | "Very Merry Maggie" | 31 januari 2007  |
| 11   | 49    | "Apocalypse, Push" | 7 februari 2007  |
| 12   | 50    | "The One Behind the Wheel" | 14 februari 2007 |
| 13   | 51    | "Second Opinion" | 21 februari 2007 |
| 14   | 52    | "We Had a Dream" | 28 februari 2007 |
| 15   | 53    | "The Boy Next Door" | 7 maart 2007     |
| 16   | 54    | "Whatever Possessed You" | 28 april 2007    |
| 17   | 55    | "Joe Day Afternoon" | 4 april 2007     |
| 18   | 56    | "1-900-Lucky" | 11 april 2007    |
| 19   | 57    | "No One to Watch Over Me" | 25 april 2007    |
| 20   | 58    | "Head Games" | 2 mei 2007       |
| 21   | 59    | "Heads Will Roll" | 9 mei 2007       |
| 22   | 60    | "Everything Comes to a Head" | 16 mei 2007      |

## Seizoen 4
| №  | Titel                             | Uitzenddatum VS  |
| -- | --------------------------------- | ---------------- |
| 1  | "And Then..."                     | 7 januari 2008   |
| 2  | "But for the Grace of God"        | 14 januari 2008  |
| 3  | "To Have and to Hold"             | 21 januari 2008  |
| 4  | "Do You Hear What I Hear"         | 18 februari 2008 |
| 5  | "Girls Ain't Nothing But Trouble" | 25 februari 2008 |
| 6  | "Aftertaste"                      | 3 maart 2008     |
| 7  | "Burn Baby Burn: Deel 1"          | 10 maart 2008    |
| 8  | "Burn Baby Burn: Deel 2"          | 17 maart 2008    |
| 9  | "Wicked Game: Deel 1"             | 24 maart 2008    |
| 10 | "Wicked Game: Deel 2"             | 31 maart 2008    |
| 11 | "Lady Killer"                     | 7 april 2008     |
| 12 | "Partners in Crime"               | 14 april 2008    |
| 13 | "A Cure for What Ails You"        | 21 april 2008    |
| 14 | "Car Trouble"                     | 28 april 2008    |
| 15 | "Being Joey Carmichael"           | 5 mei 2008       |
| 16 | "Drowned World"                   | 12 mei 2008      |

## Seizoen 5
| №  | Titel                                           | Uitzenddatum VS  |
| -- | ----------------------------------------------- | ---------------- |
| 1  | "Soul Survivor"                                 | 2 februari 2009  |
| 2  | "Things to Do in Phoenix When You're Dead"      | 9 februari 2009  |
| 3  | "A Person of Interest"                          | 16 februari 2009 |
| 4  | "About Last Night"                              | 23 februari 2009 |
| 5  | "A Taste of Her Own Medicine"                   | 2 maart 2009     |
| 6  | "Apocalypse...Now?"                             | 9 maart 2009     |
| 7  | "A Necessary Evil"                              | 23 maart 2009    |
| 8  | "Truth Be Told"                                 | 30 maart 2009    |
| 9  | "All in the Family"                             | 6 april 2009     |
| 10 | "Then...and Again"                              | 13 april 2009    |
| 11 | "The Devil Inside: Deel 1"                      | 20 april 2009    |
| 12 | "The Devil Inside: Deel 2"                      | 27 april 2009    |
| 13 | "How to Make a Killing in Big Business: Deel 1" | 4 mei 2009       |
| 14 | "How to Make a Killing in Big Business: Deel 2" | 4 mei 2009       |
| 15 | "How to Make a Killing in Big Business: Deel 3" | 11 mei 2009      |
| 16 | "The Man in the Mirror"                         | 11 mei 2009      |
| 17 | "The First Bite is the Deepest"                 | 18 mei 2009      |
| 18 | "The Talented Ms. Boddicker"                    | 25 mei 2009      |
| 19 | "Bring Me the Head of Oswaldo Castillo"         | 1 juni 2009      |

## Seizoen 6
| №  | Titel                                        | Uitzenddatum VS   |
| -- | -------------------------------------------- | ----------------- |
| 1  | "Deja Vu All Over Again"                     | 25 september 2009 |
| 2  | "Who's that Girl?"                           | 2 oktober 2009    |
| 3  | "Pain Killer"                                | 9 oktober 2009    |
| 4  | "The Medium Is The Message"                  | 16 oktober 2009   |
| 5  | "Baby Fever"                                 | 23 oktober 2009   |
| 6  | "Bite Me"                                    | 30 oktober 2009   |
| 7  | "New Terrain"                                | 6 november 2009   |
| 8  | "Once In A Lifetime"                         | 13 november 2009  |
| 9  | "The Future's So Bright"                     | 20 november 2009  |
| 10 | "You Give Me Fever"                          | 4 december 2009   |
| 11 | "An Everlasting Love"                        | 8 januari 2010    |
| 12 | "Dear Dad..."                                | 15 januari 2010   |
| 13 | "Psych"                                      | 29 januari 2010   |
| 14 | "Will The Real Fred Rovick Please Stand Up?" | 5 februari 2010   |
| 15 | "How to Beat a Bad Guy"                      | 5 maart 2010      |
| 16 | "Allison Got Married"                        | 12 maart 2010     |
| 17 | "There Will Be Blood...Type A"               | 2 april 2010      |
| 18 | "There Will Be Blood...Type B"               | 9 april 2010      |
| 19 | "Sal"                                        | 30 april 2010     |
| 20 | "Time Keeps on Slippin"                      | 7 mei 2010        |
| 21 | "Dead Meat"                                  | 14 mei 2010       |
| 22 | "It's a Wonderful Death"                     | 21 mei 2010       |

## Seizoen 7
| №  | Titel                             | Uitzenddatum VS   |
| -- | --------------------------------- | ----------------- |
| 1  | "Bring Your Daughter to Work Day" | 24 september 2010 |
| 2  | "The Match Game"                  | 1 oktober 2010    |
| 3  | "Means and Ends"                  | 8 oktober 2010    |
| 4  | "How to Kill a Good Guy"          | 15 oktober 2010   |
| 5  | "Talk to the Hand"                | 22 oktober 2010   |
| 6  | "Where Were You When...?"         | 29 oktober 2010   |
| 7  | "Native Tonque"                   | 5 november 2010   |
| 8  | "Smoke Damage"                    | 12 november 2010  |
| 9  | "The People in Your Neighborhood" | 19 november 2010  |
| 10 | "Blood on the Track"              | 3 december 2010   |
| 11 | "Only Half Lucky"                 | 7 januari 2011    |
| 12 | "Labor Pains"                     | 14 januari 2011   |
| 13 | "Me Without You"                  | 21 januari 2011   |